# الطاقة النووية في كوريا الشمالية

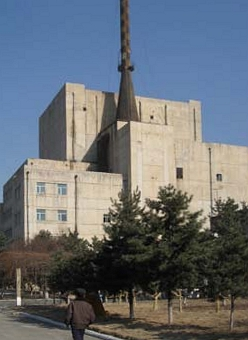
المفاعل التجريبي الذي بُني في يونغبيون خلال الفترة من عام 1980 حتى عام 1985.

تنشط كوريا الشمالية (جمهورية كوريا الديمقراطية الشعبية) في تطوير التقنية النووية منذ خمسينيات القرن العشرين.
رغم عدم امتلاك البلد حاليًّا لمفاعل نووي عامل قادر على توليد الكهرباء فإن الجهود المستمرة في تطوير قطاع الطاقة النووية في كوريا الشمالية. بالإضافة لذلك فقد طورت كوريا الشمالية أسلحةً نووية. أجرت كوريا الشمالية ما يصدق الكثيرون أنها اختبارات نووية في أعوام 2006 و2009 و2016 و2017.

## خلفية تاريخية

### التطورات الأولى (خمسينيات – ستينيات القرن العشرين)
منذ خمسينيات القرن العشرين كانت كوريا الشمالية مهتمة بالتكنولوجيا النووية وقد سعت لاستخدام التكنولوجيا النووية بنقل المعلومات والتكنولوجيا المتعلقة بالطاقة النووية من الاتحاد السوفييتي. في أبريل 1955 قررت كوريا الشمالية تأسيس معهد أبحاث الفيزياء النووية والذرية في الاجتماع العام الثاني للأكاديمية الكورية الشمالية للعلوم وبعثت ستة علماء من أكاديمية الاتحاد السوفييتي إلى المؤتمر المعقود في الاتحاد السوفييتي في يونيو 1955. في سبتمبر 1959 وقِّع اتفاق على استخدام الطاقة النووية مع الاتحاد السوفييتي في موسكو، وأصلح إرسال عالم من كوريا الشمالية إلى الاتحاد السوفييتي خطوةً منتظمة إلى الأمام.
أرسل الاتحاد السوفييتي مفاعلًا نوويًّا للأبحاث من طراز آي آر تي-2000 يستخدم حوض المياه إلى مركز يونغبيون للأبحاث العلمية النووية في عام 1963 وبدأ عمله في 1965. بعد تحديثات لمفاعل الأبحاث أصبح الوقود المستخدم حاليًّا تجميعات من نوع آي آر تي-2 إم تتكون من 36% و80% من اليورانيوم عالي التخصيب. بما أن المركز لم يتلق وقودًا جديدًا منذ أيام الاتحاد السوفييتي فإن هذا المفاعل يعمل بشكل متقطع فقط لإنتاج اليود-131 لمعالجة سرطان لغدة الدرقية بالإشعاع.

### توسعة البرنامج النووي (سبعينيات – تسعينيات القرن العشرين)
في سبعينيات القرن العشرين أصبحت أبحاث كوريا الشمالية أكثر استقلالًا. في عام 1974 حدثت كوريا الشمالية المفاعل الذي أعطاه الاتحاد السوفييتي لها ليعمل بقدرة 8 ميغاواط، وفي عام 1979 بدأت كوريا الشمالية ببناء مفاعل ثانٍ، وهو مفاعل أبحاث مصنوع محليًّا، في مركز يونغبيون للأبحاث العلمية النووية. بنيت بالتزامن مع بناء هذا المفاعل محطة معالجة فلزات ومصنع لتصنيع قضبان الوقود النووي.
في ثمانينيات القرن العشرين استوعبت الحكومة الكورية الشمالية أن مفاعلات الماء الخفيف كانت أفضل لإنتاج كميات كبيرة من الكهرباء التي كان الطلب عليها يتزايد.
بعد انهيار الاتحاد السوفييتي في عام 1991، استمرت روسيا في عملها الميداني لاختيار موقع مناسب لمشروع سينبو إل دبليو آر. ولكن الكوريين الشماليين رفضوا دفع ثمن العمل، ولم يستمر المشروع عمليًا.

#### معهد الطاقة الذرية
تأسس معهد الطاقة الذرية في بيونغيانغ في عام 1985، وكان هدفه في البداية احتواء مسرع دوراني باستطاعة 20 ميغا إلكترون فولط ومختبرات استوردت من الاتحاد السوفييتي بموجب برنامج تعاون تقني مع هيئة الطاقة الذرية. كانت الغالبية الكبرى من استخدام المسرع الدوراني لإنتاج الغاليوم-66 لمعالجة سرطان الكبد وسرطان الصدر. تطور معهد الطاقة الذرية وله حاليًّا ثلاثة أهداف: البحث، واستخدام الطاقة الذرية لأهداف الطب والصناعة، وتوفير منشآت التجارب لطلاب الدراسات النووية؛ وتحديدًا من جامعة كيم إل سونغ وجامعة كيم تشيك للتكنولوجيا.

### التعهدات بنزع الطاقة النووية
في عام 1994، وقعت كوريا الشمالية إطار العمل المتفق عليه بين الولايات المتحدة وكوريا الشمالية مع الولايات المتحدة. وافقت كوريا الشمالية بالتالي على إنهاء برنامج المفاعلات النووية المهدأة بالغرافيت، الذي يتضمن بناء مفاعل باستطاعة 200 ميغاواط كهربائي في تايشون، في مقابل بناء مفاعلي ماء خفيف باستطاعة 1000 ميغاواط كهربائي لكل منهما في كومهو، فيما أصبح يعرف بمحطة سينبو للطاقة النووية. بدأ بناء هذه المفاعلات في عام 2000 من قبل منظمة تنمية الطاقة في شبه الجزيرة الكورية، ولكنه توقف في نوفمبر 2003. تعهدت كوريا الشمالية في المحادثات السداسية التي أقيمت في 19 سبتمبر 2005 بإنهاء كل برامجها النووية والعودة إلى معاهدة الحد من انتشار الأسلحة النووية، خاضعةً للتفتيشات الدولية في مقابل مساعدات طاقية وتطبيع العلاقات مع اليابان والولايات المتحدة.
في 25 يونيو 2008، أعلن أن كوريا الشمالية ستنهي برنامجها النووي؛ كان إعلانها النووي سيسلم إلى الصين في بكين في 26 يونيو 2008. ولكن الأجهزة النووية التي تمتلكها كوريا الشمالية مسبقًا كانت ستسلم في وقت لاحق. صرحت كوريا الشمالية مسبقًا في 23 يونيو بأنها بدأت تفكيك برنامجها النووي وأعلنت أنها ستسلم كل مخططاتها للمجتمع الدولي.
في 2009 قال سيغفريد هيكر، المدير المساعد لمركز جامعة ستانفورد للتعاون والأمان الدوليين إن «كوريا الشمالية، وقبل إطلاقها الصواريخ في أبريل، كانت قد وضعت نحو 6,100 من 8,000 قضيب وقود في مفاعلها ذي استطاعة 5 ميغاواط في حوض التبريد، ولكن عملية الإيقاف تباطأت لتصبح بمعدل 15 قضيب وقود في الأسبوع، مؤخرة بذلك الإنهاء المفترض لعملية سحب الوقود إلى وقت متأخر من عام 2011».
رغم هذه الجهود الظاهرية للإيقاف، فإن التجارب النووية لكوريا الشمالية في أعوام 2006 و2009 و2013 استدعت الشك في التزامها بنزع السلاح النووي. في أبريل 2013، ووسط تصاعد التوترات مع الغرب، صرحت كوريا الشمالية بأنها ستعيد تشغيل منشأة يونغبيون المجمدة وتعود لإنتاج البلوتونيوم المناسب للاستخدام في الأسلحة النووية.
في 7 يوليو 2018 التقى وزير الخارجية الأمريكي مايك بومبيو مع وزير الخارجية الياباني تارو كونو ووزير خارجية كوريا الجنوبية كانغ كيونغ وا في طوكبو حيث أكدوا على اتحادهم في مناقشة كوريا الشمالية للإيفاء بوعدها بشأن نزع الأسلحة النووية. أكد الوزراء على الحاجة إلى مطالبة كوريا الشمالية باتخاذ خطوات فعلية باتجاه نزع السلاح النووي وأكدوا على إبقاء العقوبات الاقتصادية المفروضة فعلًا من الأمم المتحدة سارية المفعول.

### ادعاءات الاندماج النووي
في مايو 2010 أعلنت صحيفة دولة كوريا الشمالية، رودونغ سينمون، في مقال لها أن كوريا الشمالية قد أجرت بنجاح تفاعل اندماج نووي. أشارت المقالة آنفة الذكر إلى الاختبار المزعوم بأنه «حدث عظيم يستعرض النمو السريع للعلوم والتكنولوجيا الحديثة في جمهورية كوريا الديمقراطية الشعبية»، وذكرت أيضًا جهود علماء كوريا الشمالية في تطوير «طاقة جديدة آمنة وصديقة للبيئة»، ولم تذكر أي خطط لاستخدام تكنولوجيا الاندماج النووي في برنامج كوريا الشمالية للأسلحة النووية.

### تطوير مفاعل الماء الخفيف محلي الصنع
في عام 2009 أعلنت كوريا الشمالية عن نيتها ببناء مفاعل ماء خفيف نووي تجريبي محلي الصنع وتطوير تكنولوجيا تخصيب اليورانيوم لتزويده بالوقود النووي. في نوفمبر 2010 أبلغ مجموعة من الخبراء الأمريكيين غير الحكوميين بأنهم زاروا مركز يونغبيون للأبحاث العلمية النووية في كوريا الشمالية، حيث عرض أمامهم مفاعل ماء خفيف نووي تجريبي باستطاعة 25-30 ميغاواط كهربائي في المراحل الأولى من بنائه، ومحطة تخصيب يورانيوم بألفي طارد مركزي للغاز، والتي قيل بأنها تنتج وقود يورانيوم قليل التخصيب للمفاعل. بدأ بناء محطة تخصيب اليورانيوم في أبريل 2009 حسب المزاعم، وكان التاريخ الأصلي المفترض لبدء عمل المفاعل هو عام 2012. في نوفمبر 2011 أشارت صور الأقمار الصناعية إلى سرعة تقدم بناء مفاعل الماء الخفيف، وأن البنى الإسمنتية انتهى بناء جزء كبير منها. يجري بناء مفاعل الماء الخفيف في موقع برج التبريد المدمر لمفاعل ماغنوكس التجريبي. بعد بناء مفاعل الماء الخفيف التجريبي تنوي كوريا الشمالية بناء مفاعلات ماء خفيف أكبر لتوليد الكهرباء. أشارت التقديرات الأولية إلى أن المفاعل سيبدأ العمل في 2013، ولكن المفاعل لم يكتمل خارجيًّا حتى عام 2016. في عام 2017 لوحظت العديد من نشاطات البناء، بني سد لتوفير كمية المياه الكافية لنظام التبريد، وبنيت ساحة تحويل وتوصيلات لخط النقل على امتداد المنشآت يفترض أنها تستخدم للصيانة والإصلاحات. في عام 2018 بدأت الاختبارات الأولية للمفاعل وكان يتوقع تفعيله في 2018 أو 2019.